# Cabo San Lucas

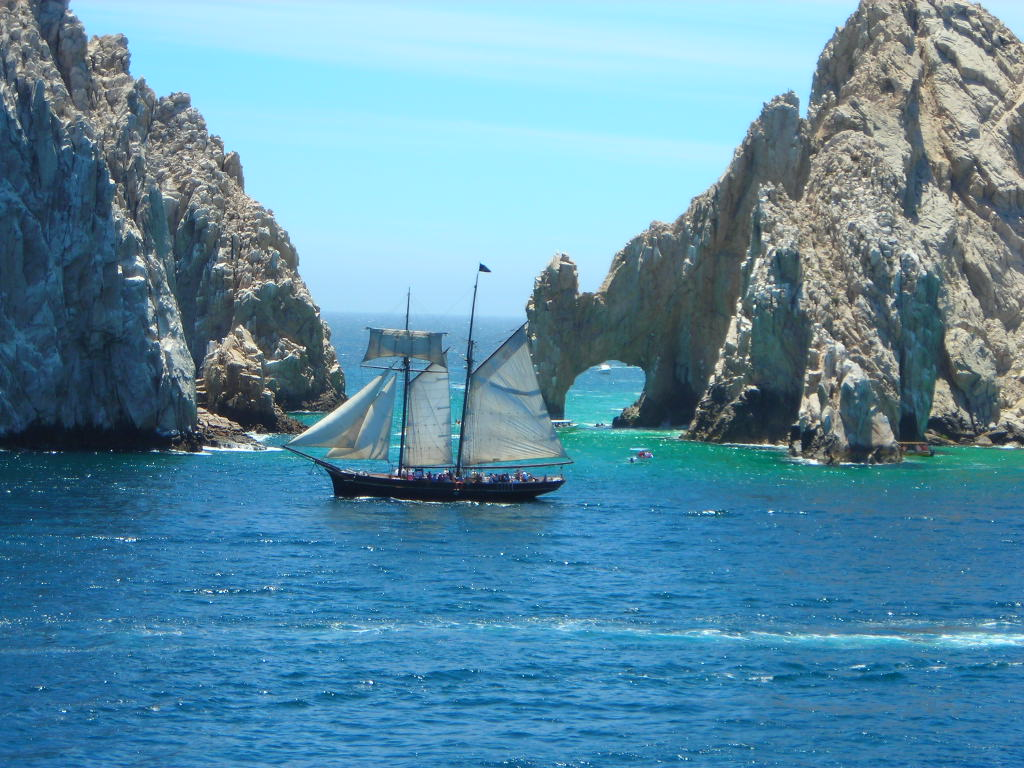
Ett skepp vid Arco de Cabo San Lucas.

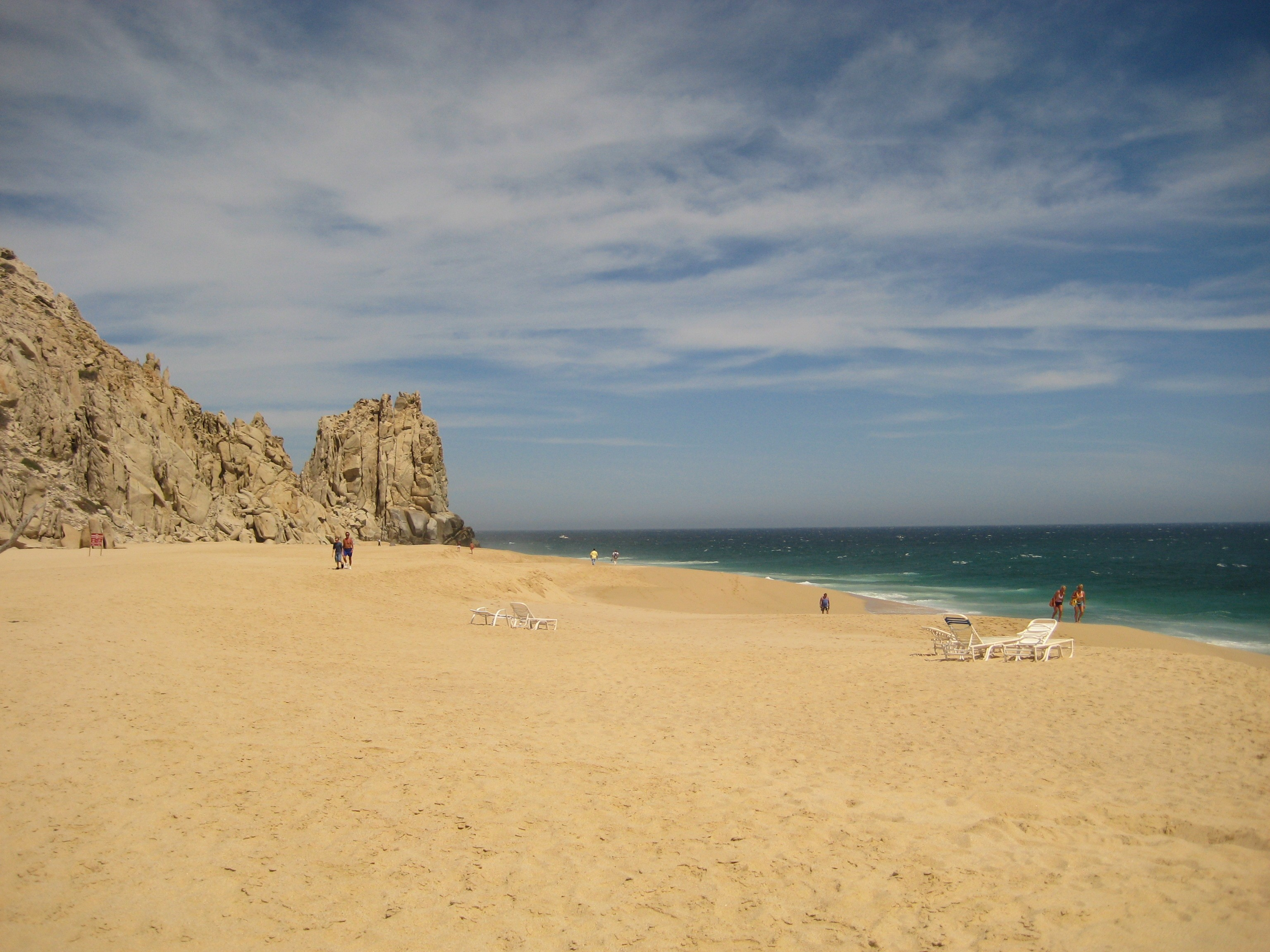
En strand vid Cabo San Lucas.

Cabo San Lucas är en ort i västra Mexiko och utgör den sydligaste punkten på halvön Baja California. Vid kusten förenar sig Stilla havet och Californiaviken, precis i den kända "Arco de Cabo San Lucas". Den är en viktig turistort och en av de största orterna i delstaten Baja California Sur. Den är belägen i kommunen Los Cabos och har cirka 80 000 invånare. Den är dock inte administrativ huvudort för kommunen, det är i stället den jämnstora San José del Cabo som ligger några mil nordost om Cabo San Lucas. Colonia del Sol, en förort med cirka 60 000 invånare, ligger strax norr om staden.

## Klimat
Cabo San Lucas har ett tropiskt torrt ökenklimat. Den årliga genomsnittliga temperaturen är 29 °C under dagen och 18 °C under natten. Luftfuktigheten är i regel låg året runt, men kan dock stiga ifall tropiska stormar passerar längs staden. Temperaturen regleras av havsbrisen från både stilla havet och Californiaviken, men rör man sig endast ett tiotal kilometer inåt land kan temperaturen vara hela 10 °C högre.
Genomsnittstemperaturen i vattnet är 21 °C som lägst under vintern, och 29 °C som allra högst under sommaren.
Normala temperaturer och nederbörd i Cabo San Lucas:
|                                            | Jan | Feb | Mar | Apr | Maj | Jun | Jul | Aug | Sep | Okt | Nov | Dec |
| ------------------------------------------ | --- | --- | --- | --- | --- | --- | --- | --- | --- | --- | --- | --- |
| Normaldygnets maximitemperaturs medelvärde | 25  | 25  | 26  | 29  | 30  | 31  | 32  | 33  | 32  | 31  | 28  | 26  |
| Normaldygnets minimitemperaturs medelvärde | 14  | 14  | 15  | 16  | 18  | 21  | 23  | 24  | 23  | 20  | 18  | 15  |
|                                            |     |     |     |     |     |     |     |     |     |     |     |     |
| Nederbörd                                  | 14  | 4   | 2   | 1   | 0   | 0   | 21  | 48  | 61  | 33  | 5   | 15  |

| Diagram | temperaturer i °C • månadsnederbörd i mm | temperaturer i °C • månadsnederbörd i mm | temperaturer i °C • månadsnederbörd i mm | temperaturer i °C • månadsnederbörd i mm | temperaturer i °C • månadsnederbörd i mm | temperaturer i °C • månadsnederbörd i mm | temperaturer i °C • månadsnederbörd i mm | temperaturer i °C • månadsnederbörd i mm | temperaturer i °C • månadsnederbörd i mm | temperaturer i °C • månadsnederbörd i mm | temperaturer i °C • månadsnederbörd i mm | temperaturer i °C • månadsnederbörd i mm |
|         | 14 25 14                                 | 4 25 14                                  | 2 26 15                                  | 1 29 16                                  | 0 30 18                                  | 0 31 21                                  | 21 32 23                                 | 48 33 24                                 | 61 32 23                                 | 33 31 20                                 | 5 28 18                                  | 15 26 15                                 |

| Jan   | Feb   | Mar   | Apr   | Maj   | Jun   | Jul   | Aug   | Sep   | Okt   | Nov   | Dec   |
| ----- | ----- | ----- | ----- | ----- | ----- | ----- | ----- | ----- | ----- | ----- | ----- |
| 22 °C | 21 °C | 21 °C | 22 °C | 23 °C | 23 °C | 26 °C | 28 °C | 29 °C | 29 °C | 27 °C | 24 °C |